# (9601) 1991 UE3
A (9601) 1991 UE3 a Naprendszer kisbolygóövében található aszteroida. Ueda Szeidzsi és Kaneda Hirosi fedezte fel 1991. október 18-án.